# Hans Hemes
Hans Hemes (né le 2 avril 1890 à Geisenheim, mort le 20 janvier 1963 à Berlin) est un acteur et parolier allemand.

## Biographie
Hans Hemes est le fils de Johann Hemes, rendantur, et de sa femme Katharina. Après la Realschule, il travaille comme journaliste. À partir de 1908, il est membre de l'ensemble du théâtre de Bonn et à partir de 1927, il a des engagements de théâtres à Berlin.
À partir de 1933, il joue des rôles de figuration au cinéma. Il participe aussi à du théâtre radiophonique.
Hans Hemes est aussi parolier de chansons d'inspiration folklorique, notamment Am Kai bei der alten Laterne.

## Filmographie
- 1933 : Heimkehr ins Glück
- 1933 : Ein Unsichtbarer geht durch die Stadt (de)
- 1933 : Drei blaue Jungs – ein blondes Mädel
- 1933 : Karl renoviert seine Wohnung
- 1934 : Wir parken, wo es uns gefällt
- 1934 : Das Blumenmädchen vom Grand-Hotel
- 1934 : Meine Frau, die Schützenkönigin
- 1934 : Gern hab' ich die Frau'n geküßt
- 1934 : Schützenkönig wird der Felix
- 1936 : Dahinten in der Heide
- 1937 : Die gläserne Kugel (de)
- 1938 : Heiratsschwindler (de)
- 1938 : Fünf Millionen suchen einen Erben (de)
- 1938 : Mordsache Holm (de)
- 1938 : Skandal um den Hahn
- 1938 : Sans laisser de traces
- 1939 : Spaßvögel
- 1939 : Der vierte kommt nicht
- 1939 : Hochzeit mit Hindernissen
- 1939 : Schneider Wibbel
- 1939 : Ein ganzer Kerl
- 1940 : Rote Mühle
- 1942 : L'Implacable Destin
- 1943 : Fritze Bollmann wollte angeln
- 1943 : Wenn die Sonne wieder scheint
- 1944 : Um neun kommt Harald